# Омаруру
Омару́ру (англ. Omaruru) — город на западе Намибии, входит в состав области Эронго. Административный центр одноимённого округа.

## История
Город был основан в 1872 году, как небольшое поселение германской христианской миссии. В 1904 году Омаруру был ареной восстания местных жителей (представителей народности гереро), направленного против расквартированных здесь германских военных.

## Географическое положение
Город находится в северо-восточной части области, на берегах периодически пересыхающей реки Омаруру, на расстоянии приблизительно 160 километров к северо-западу от столицы страны Виндхука. Абсолютная высота — 1185 метров над уровнем моря.

## Климат
| Показатель                    | Янв. | Фев. | Март | Апр. | Май  | Июнь | Июль | Авг. | Сен. | Окт. | Нояб. | Дек. | Год   |
| ----------------------------- | ---- | ---- | ---- | ---- | ---- | ---- | ---- | ---- | ---- | ---- | ----- | ---- | ----- |
| Средний суточный максимум, °C | 31,9 | 30,4 | 29,5 | 28,6 | 26,2 | 23,6 | 23,5 | 26,2 | 29,5 | 31,3 | 32,1  | 32,7 | 28,8  |
| Средняя температура, °C       | 23,6 | 23,0 | 22,4 | 20,8 | 17,6 | 15,3 | 14,9 | 16,7 | 19,8 | 21,7 | 23,0  | 23,6 | 20,6  |
| Средний суточный минимум, °C  | 15,4 | 15,6 | 15,3 | 13,0 | 9,0  | 7,0  | 6,2  | 7,3  | 10,0 | 12,1 | 13,9  | 14,4 | 12,4  |
| Норма осадков, мм             | 69,5 | 82,0 | 72,1 | 26,7 | 3,3  | 2,5  | 0,0  | 1,1  | 1,2  | 3,8  | 20,5  | 20,5 | 303,2 |
| Источник: ,                   |      |      |      |      |      |      |      |      |      |      |       |      |       |

## Население
По данным официальной переписи 1991 года население составляло 4 851 человека.
Динамика численности населения города по годам:
| 1991  | 2013   |
| ----- | ------ |
| 4 851 | 17 756 |

## Транспорт
В окрестностях города расположен одноимённый аэропорт (ICAO: FYOM). Также в Омаруру есть станция Транснамибийской железной дороги.